# مهرجان روسكيلد
مهرجان روسكيلد هو مهرجان موسيقي دنماركي يقام سنويًا جنوب روسكيلد. ويعد أحد أكبر المهرجانات الموسيقية في أوروبا والأكبر في دول الشمال. تم إنشاؤه في عام 1971 من قبل اثنين من طلاب المدارس الثانوية الذين يروجون للحفلات الموسيقية. في عام 1972، استحوذت مؤسسة روسكيلد على المهرجان، والتي تدير المهرجان منذ ذلك الحين كمنظمة غير ربحية لتطوير ودعم الموسيقى والثقافة والإنسانية.
في عام 2014 منحت مؤسسة روسكيلد المشاركين في المهرجان الفرصة للترشيح والتصويت على المنظمات التي يجب أن تتلقى الأموال والدعم التي يمكن أن يجمعها المهرجان.
يُعدّ المهرجان أول مهرجان موسيقي في الدنمارك يُقام للهيبيين، ويغطي اليوم المزيد من الشباب السائد من الدول الاسكندنافية وبقية أوروبا. معظم زوار المهرجان هم من الدنماركيين، ولكن هناك أيضًا العديد من الزوار من أماكن أخرى، وخاصة الدول الاسكندنافية الأخرى وألمانيا.

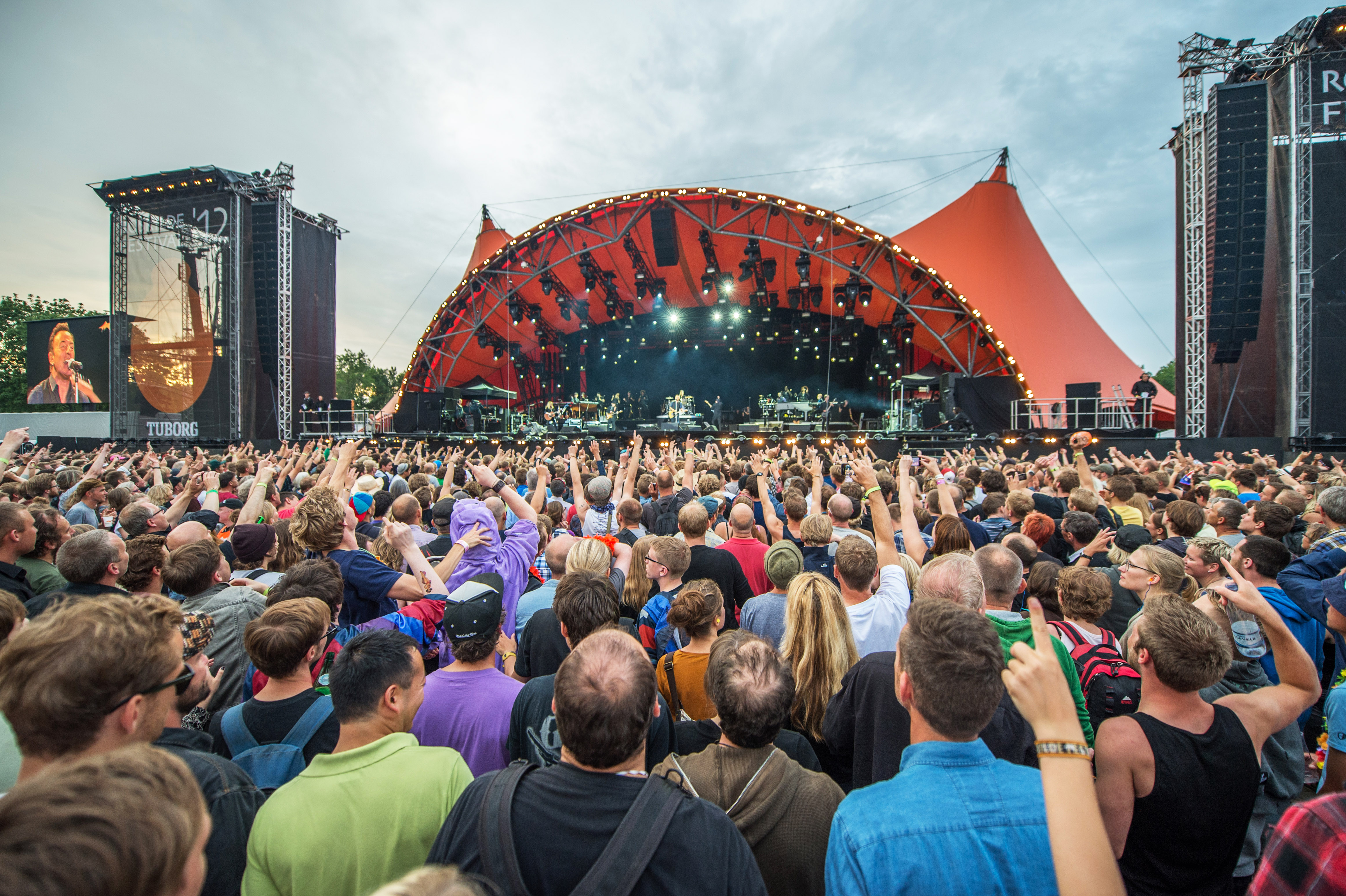
تظهر الصورة المسرح الرئيسي لمهرجان روسكيلد ، المرحلة البرتقالية. أداء بروس سبرينغستين في الخلفية. تصوير بيل إيبسين.

## تاريخ المهرجان

### البداية
أقيم مهرجان روسكيلد الأول في 28 و 29 أغسطس 1971، والذي أطلق عليه في الأصل مهرجان الصوت . تم إنشاؤه من قبل اثنين من طلاب المدارس الثانوية هما: «موجينز ساندفير» و «جيسبر سويتزر مولر» وكان معهما المروج كارل فيشر، وهو مستوحى من المهرجانات والتجمعات الشبابية مثل نيوبورت وجزيرة وايت ووودستوك. وقد اتسمت البداية بسوء إدارة المهرجان ولكن حظيت بحماس كبير. وقد شهد العام الافتتاحي للمهرجان ما يقرب من 20 فرقة تتراوح من أنواع الموسيقى الشعبية والجاز والروك وموسيقى البوب وكانت كلها تُعزف على مسرح واحد، واستمر المهرجان الأول لمدة يومين بحضور ما يقرب من 10000 إلى 13000 زائر. وبسبب ضيق الوقت والمال، تراجع الطالبان «ساندفير» و «مولر»، وتقدمت مؤسسة روسكيلد غير الربحية والمغني الشعبي الأمريكي توني بوش بتنظيم المهرجان للسنة التالية تحت اسم مهرجان الخيال. وقد كان لمؤسسة روسكيلد تجربة سابقة حيث شاركت في مهرجان مدينة روسكيلد منذ عام 1932 ولديها شبكة اتصالات وعلاقات كافية. وعلى عكس السنة الأولى، فقد نجح المهرجان وأنتج في العام 1972 فائضًا وتمكنت المؤسسة من التبرع بمبلغ 50000 كرونة دانمركية لمشاريع محلية للأطفال والشباب. وشارك العديد من المتطوعين في مهرجان عام 1972 والذي أصبح، إلى جانب كونه عملا غير هادف للربح، سمة مميزة للمهرجانات المستقبلية. منذ عام 1973، كانت مؤسسة روسكيلد (المعروفة اليوم باسم مجموعة مهرجان روسكيلد) وحدها مسؤولة عن تنظيم المهرجان.
في عام 1978، استحوذ منظموا المهرجان على كانوبي سين "Canopy Scene"، وهي مرحلة موسيقية برتقالية استخدمتها فرقة ذا رولينج ستونز في جولة أوروبية. منذ بدايته، أصبح مشهد الستارة وأقواسه المميزة رمزًا وشعارًا معروفًا يمثل المهرجان.

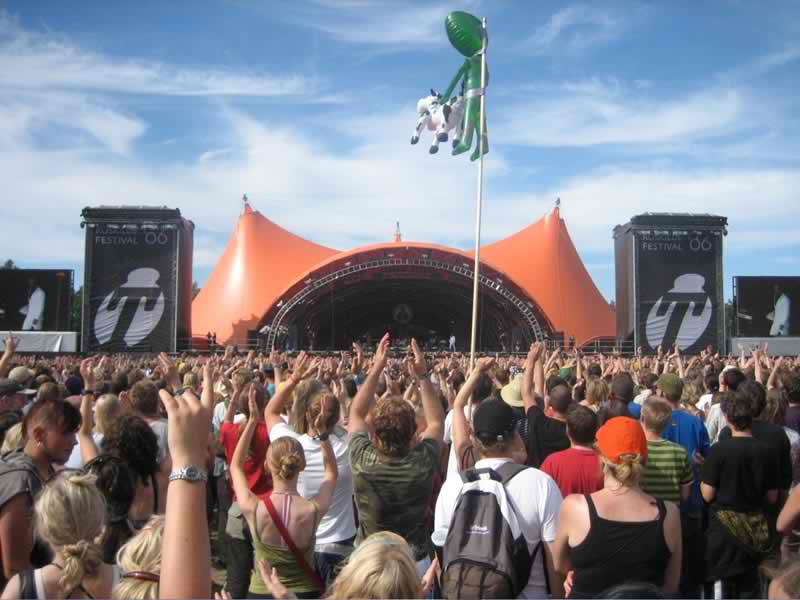
صورة حفلة من المسرح البرتقالي حيث عزفت أوركسترا كايزرس في مهرجان روسكيلد 2006. التقطها جوناس جونججان

### التوسع والاحتراف
بحلول أوائل الثمانينيات، كان المهرجان كبيرًا وراسخًا، لكن عبء العمل أصبح غير قابل للإدارة بالنسبة لمؤسسة تضم جميع المتطوعين. فأصبح من الضروري وجود مجلس إدارة محترف وأشخاص في عدة مجالات أخرى. ومع ذلك، لا يزال المهرجان غير هادف للربح ولا يزال يعتمد بشكل كبير على آلاف المتطوعين.
منذ الثمانينيات، كان هناك توسع في أنواع الموسيقى الممثلة في المهرجان وتمت إضافة المزيد من المراحل. لقد واصلوا تاريخهم في توظيف مجموعة من الفرق الموسيقية الدولية الكبيرة، والفرق المحلية، والفرق الصاعدة، مثل «يوتو» يو تو في عام 1981. 
في التسعينيات، تم تقديم الموسيقى الإلكترونية إلى المهرجان. حيث أقيم في العام 1991 نادٍ للرقص الموسيقي الإلكتروني في الفترات المسائية ويدعى «نادي روسكيلد». وفي عام 1995، تلقى فنانو الموسيقى الإلكترونية مسرحهم الخاص. في السنوات التالية، تم إنشاء مساحة أكبر للموسيقى الإلكترونية من خلال إنشاء منطقة الاسترخاء وصالة روسكيلد.و منذ ذلك الحين، ظهر فنانون مثل فاتبوي سليم وبروديجي وبايسمنت جاكس وذا تشيميكال براذرز على المسرح الرئيسي.
بحلول التسعينيات، تم تقييد عدد التذاكر المعروضة للبيع وتم تقليلها لاحقًا. نظرًا لتزايد شعبية المهرجان بشكل مطرد، فقد ارتفع عدد الزوار إلى 125000 زائر. بالإضافة إلى ذلك، تمت إضافة 90.000 تذكرة لنحو 25.000 متطوع و 5000 إعلامي و 3000 فنان. من أجل الحفاظ على جودة المهرجان، قرر منظمو المهرجان تحديد عدد المشاركين. بسبب ضيق المساحة في الجزء الخلفي الأقصى من منطقة التخييم إلى منطقة إدارة المهرجان والتي أصبحت غير معقولة بسبب الازدحام. وأصبح المهرجان شائعًا لدرجة أن إدارة المهرجان قررت في عام 1994 توسيع منطقة المهرجان إلى الغرب، وتوفير مساحة أكبر دون زيادة المسافات بين المخيمات وأماكن الحفلات الموسيقية. تم تقسيم موقع المهرجان الآن بواسطة خط سكة حديد صغير إلى قسمين. في عام 1995 افتتح المهرجان محطة القطار الخاصة به والتي تسهل وصول الزوار.
وفي عام 1997 ، تم بناء خيمة أخرى تسمى روسكيلد بولروم Roskilde Ballroom. واذا تم اتعبار زوار مهرجان روسكيلد ضمن عدد سكانها فإن تعداد روسكيلد سيجعلها رابع أكبر مدينة في الدنمارك.
في العقد الأول من القرن الحادي والعشرين، كان هناك تركيز متزايد على بصمة المهرجان. وفي عام 2017، كان 90% من المواد الغذائية المباعة في أكشاك الطعام في المهرجان عضويًا وتم إدخال نظام إيداع الحاويات (تم توسيعه مقارنةً بالنظام الموجود بالفعل في الدنمارك)، مما أدى إلى إعادة أكثر من ثمانية ملايين عنصر في مهرجان ذلك العام وحده. ويتبع المهرجان برامج لفرز النفايات بكفاءة، وزيادة مستويات إعادة التدوير، وتقليل كمية النفايات المنتجة. وانتجت شراكة مع دي إس بي "DSB" المزيد من روابط القطارات المباشرة بين محطة كوبنهاغن المركزية ومحطة مهرجان روسكيلد، مما يسهل الوصول إليها بوسائل النقل العام.

### حادثة 2000
خلال حفلة بيرل جام في أورانج ستيج في 30 يونيو 2000 ، حدث اندفاع. وتوفي تسعة أشخاص، وأصيب ستة وعشرون بجروح، ثلاثة منهم إصاباتهم خطيرة. كان القتلى، وجميعهم رجال، ألمانيًا يبلغ من العمر 26 عامًا، وهولنديًا يبلغ من العمر 23 عامًا، وأستراليًا يبلغ من العمر 24 عامًا (توفي بعد أيام قليلة في المستشفى)، وثلاثة سويديين، اثنان يبلغان من العمر 22 عامًا وواحدًا في العشرين من العمر. وثلاثة دنماركيين، اثنان يبلغان من العمر 17 عامًا وواحد يبلغ من العمر 22 عامًا.
بدأ الحفل في وقت متأخر من المساء في حوالي الساعة 22:30 بتوقيت وسط أوروبا وكان جمهوره يبلغ حوالي 50000 شخص، وهو حجم نموذجي إلى حد ما للحفلات الموسيقية الكبيرة في هذه المرحلة. بعد حوالي نصف ساعة من بدء الحفل، سقط العديد من الناس في مكان واحد، ويرجع ذلك أساسًا إلى سلسلة من الحركات الشبيهة بتموج الجمهور، والتي كانت نتيجة محاولة البعض الاقتراب من المسرح. عندما لم ينهضوا على الفور، تم دفع الآخرين فوقهم وسقط راكبو الأمواج في «الحفرة» التي يبلغ حجمها بضعة أمتار في بضعة أمتار. توفي الأشخاص الموجودون في القاع اختناقًا، على الأرجح في غضون أقل من خمس دقائق. في يوم الحادث، كانت هناك أيضًا أمطار غزيرة، والتي يمكن أن تكون قد ساهمت في انزلاق الأرض.  
كان معظم الأشخاص الذين سقطوا في مكان ليس بعيدًا عن المسرح، ولكن لم يكن من السهل رؤيتهم في البداية وبعيدًا عن متناول حراس الأمن بسبب كثرة الحشد. بعض الحاضرين الذين تم رفعهم فوق الحاجز في المنصة أخبروا الأمن عن خطورة الوضع في وقت لاحق. أُبلغت الفرقة وأوقفت الموسيقى وطلبت من الجمهور التراجع. كان لهذا تأثير، لكن الأمر استغرق عدة دقائق أخرى قبل أن يصبح من الممكن الحصول على جميع الضحايا. 
تم نقل الضحايا إلى الخيمة الطبية المجاورة حيث تم علاجهم من قبل الممرضات والأطباء، لكن بالنسبة للبعض كان الوقت قد فات بالفعل. تم نقل الضحايا الذين كانوا بحاجة إلى مزيد من العلاج الطبي بعد ذلك بواسطة سيارات الإسعاف إلى مستشفى روسكيلد، حوالي 2 كـم (1.2 ميل) من موقع الحفلة الموسيقية. لم يكن أي من الأشخاص الذين ماتوا تحت تأثير المخدرات. في المنطقة التي وقع فيها السقوط الرئيسي، تمت مساعدة العديد من النساء في وقت سابق لأنهن كن متوترات من التجمعات وعمليات الدفع؛ هذا قد يفسر لماذا كل الناس الذين ماتوا كانوا رجالاً. نظرًا للحجم الكبير للحفل، لم يدرك بعض رواد الحفل مدى جدية الحفل إلا بعد مغادرتهم المكان. ألغت الفرق الموسيقية الأخرى في روسكيلد عروضها، في حين قررت DAD («فرقة البيت» غير الرسمية للمهرجان)، والتي كان من المقرر بالفعل أن تقيم الحفل الختامي للمهرجان، تغييرها إلى حفل تذكاري حساس للأشخاص الذين لم يغادروا بعد المهرجان. تم فحص الحادث بشكل منفصل من قبل الشرطة والمدعين العامين والمحاكمات المدنية اللاحقة، والتي خلصت جميعها إلى أنه كان عرضيًا وأنه لم تكن هناك إجراءات جنائية.
لم تكن هناك حوادث كبيرة في روسكيلد وكان يعتبر بشكل عام مهرجانًا آمنًا للغاية. بعد مراجعة تفصيلية، تم تنفيذ العديد من الإجراءات الجديدة مثل منطقة آمان أكبر مع توفير مخارج طوارئ إضافية أمام المسرح، وأنظمة أكثر «صلابة» لكنها «ناعمة» للتحكم في عدد الأشخاص المسموح لهم بحضور كل حفلة موسيقية، والمزيد من التباعد والوضوح الفصل بين أقسام الجمهور بمداخل ومخارج منفصلة، ونظام مراقبة بالفيديو موسع يسهل اكتشاف المشكلات المحتملة مبكرًا، والمزيد من الحراس بين الجمهور، ونظام الطوارئ حيث يمكن لموظفي السلامة إغلاق الحفلة الموسيقية بأكملها بضغطة زر واحدة وتم تعزيز التسلسل القيادي. في كل عام، يجري مهرجان روسكيلد مراجعة جديدة للسلامة. تم إنشاء شبكة أمان من المهرجانات والحفلات الموسيقية الأوروبية، جنبًا إلى جنب مع الخبراء («مجموعة YES») وتمت إضافة العديد من الإجراءات التي تم تقديمها في روسكيلد في وقت لاحق في أماكن أخرى.  نظرًا لأن ركوب الأمواج الجماعي كان من بين العوامل المؤثرة، فقد تم حظره لاحقًا في العديد من المهرجانات في أوروبا. في جزء منه بسبب الحادث الذي وقع في روسكيلد، تم إلغاء مهرجان غلاستونبري في المملكة المتحدة في عام 2001 لتنفيذ تدابير أمان إضافية.
تشير أغنية بيرل جام بعنوان "قارب حب الكابتن" Love Boat Captain " إلى المأساة بعبارة "فقد تسعة أصدقاء لن نعرفهم أبدًا.. قبل عامين اليوم". عندما يؤدي المغني الرئيسي إيدي فيدر في حفلة موسيقية، يعدل القصيدة الغنائية لتعكس مرور الوقت منذ المأساة. قبل افتتاح مهرجان عام 2001 ، تم عمل نصب تذكاري للقتلى في عام 2000 يحتوي على حجر عليه نقش "كم نحن هشون" (اقتباس من أغنية ستينغ "هشة ") محاطة بتسع أشجار.
في الافتتاح الرسمي لمهرجان 2010 (الذكرى العاشرة)، أقامت باتي سميث حفلًا قصيرًا قبل الحفلة الموسيقية، واختارت افتتاح التكريم بالموسيقى المصاحبة من موزارت. ثم قرأ عازف الجيتار الرئيسي، ليني كاي، أسماء الرجال التسعة بينما ألقى سميث تسعة ورود في الحشد.

## روابط خارجية
- الموقع الرسمي لمهرجان روسكيلد
- موقع المجتمع الرسمي لمهرجان روسكيلد
- منتدى مهرجان روسكيلد
- موقع إذاعة المهرجان
- صور عالية الجودة من مهرجان روسكيلد